# 横風安定性
横風安定性（おうふうあんていせい、英語：crosswind stability）とは、自動車などの機体が横からの風を受けたときの方向安定性をいう。安定性は空力特性の影響を受ける。
車体の形状と横風安定性の関係としては、たとえばセダンのように、一般的に全高のあまり高くない車両は横風安定性が比較的高く、バスやトラックのように、背が高く、車体側面の受風面積が大きい車両は横風安定性が悪く、横風を受けると大きく進路が乱れされる。また、SUVやミニバンのように、全高や重心位置が高い車両も、比較的横風の影響を受けやすい。